# گمینا نووا ویش لنبورسکا
گمینا نووا ویش لنبورسکا (به لهستانی:  Gmina Nowa Wieś Lęborska) یک گمینا در لهستان است که در شهرستان لمبورک واقع شده‌است. گمینا نووا ویش لنبورسکا ۲۷۰٫۳۹ کیلومتر مربع مساحت و ۱۲٬۳۹۰ نفر جمعیت دارد.